# Manco Capac II
Manco Inca Yupanqui ( também conhecido como Manco Capac II, 1515–1544), foi o primeiro dos quatro incas rebeldes de Vilcabamba. Ele escapou dos exércitos de Atahualpa em Cusco e ofereceu ajuda para os conquistadores espanhóis acreditando que iria ser libertado das "forças do mal de Quito."
Foi nomeado imperador Inca, mas depois de vários abusos cometidos contra ele e seu povo decidiu fugir e se tornou um rebelde. Em 1536 quase consegue libertar Cusco e expulsar os espanhóis da cidade, mas por fim teve que refugiar-se em Vilcabamba pois suas tropas já estavam cansadas. Foi assassinado em 1544, esfaqueado por um grupo de sete espanhóis almagristas.

## Origem e entronização

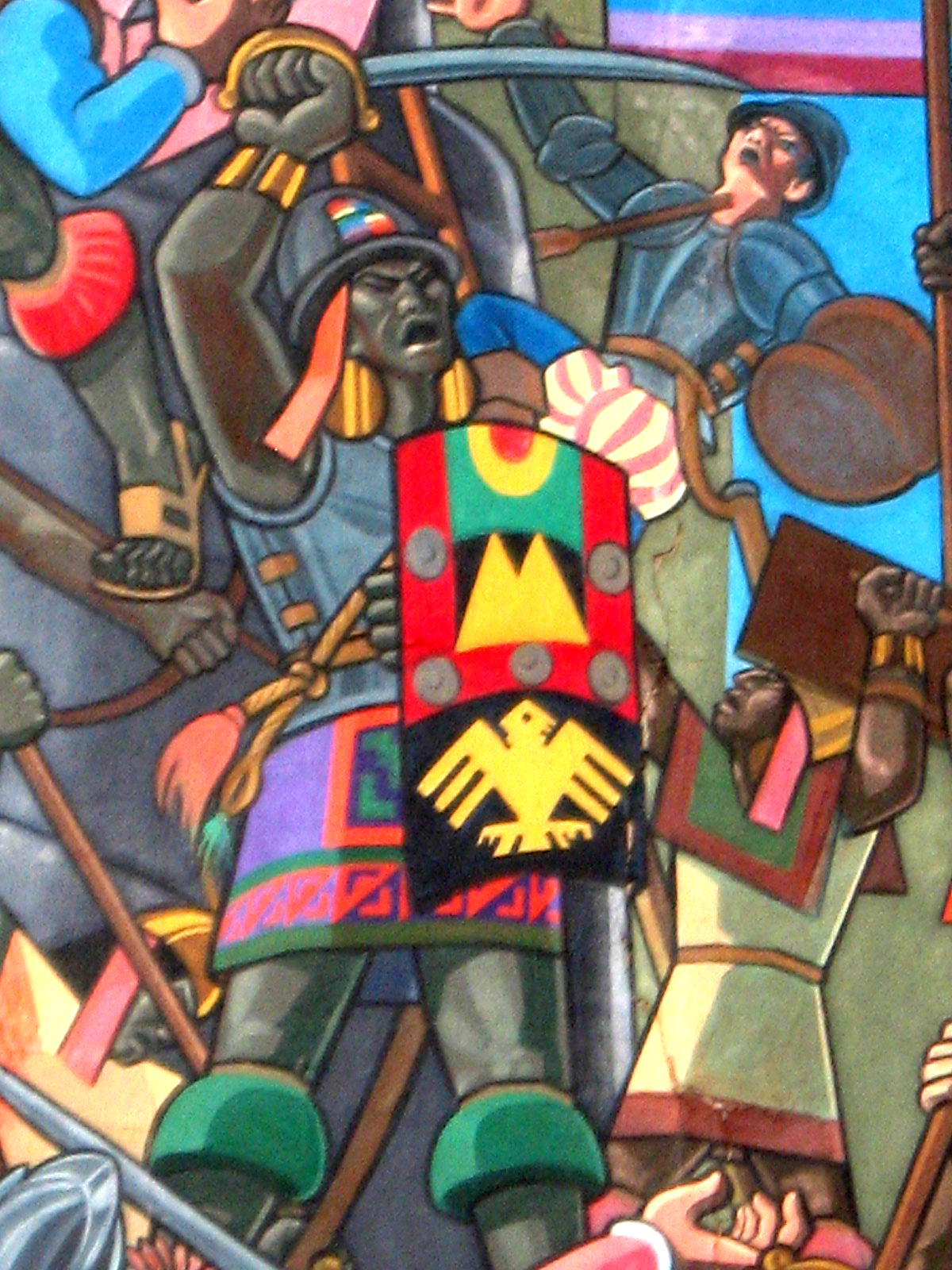
Manco Inca líder da rebelião, detalhe de mural de Juan Bravo em Cusco

Manco Inca foi um filhos de Huayna Capac, provavelmente nasceu em 1515, em Cusco. Quando as tropas de Atahualpa, sob o comando do general Quizquiz, tomaram a cidade e mataram os descendentes Huascar, seus simpatizantes e qualquer pessoa que pudesse tentar tomar seu lugar de Inca.
Por esta razão Manco Inca foi forçado a fugir evitando qualquer contato com atahualpistas. Em 14 de novembro de 1533 encontrou Francisco Pizarro com um contingente constituído por espanhóis e guerreiros de Cusco. Este fato aliado ao assassinato de Atahualpa levou Manco Inca a acreditar que os espanhóis eram "salvadores" enviados pelos deuses.
Para convencer o jovem Inca, Pizarro queimou vivo o general quitense Chalcuchimac na frente dele. Por outro lado, José Antonio del Busto cita Pedro Sánchez de la Hoz, ao afirmar que o general morreu um dia antes da chegada de Manco Inca:
Ele informou o governador de todas estas acusações e verificar quanto de verdade havia nele, ele ordenou que fosse queimada viva no meio da praça, e foi feito, que a principal ea maioria dos membros de sua família foram os que colocar mais diligência na luz do fogo ( ...) todas as pessoas da terra se alegrou infinidade de sua morte, porque era tão odiado por todos saibam o quão cruel era.
— Pedro Sánchez de la Hoz
Na manhã de sábado, 15 de novembro, dia de Santo Eugênio, tropas hispânicas-cusquenses entraram na capital (Cusco) pela colina de Carmenca (atual distrito de Santa Ana), em seguida, por uma estrada que vai até um rio, depois batizado de beco da Conquista ou rua dos conquistadores. Após saquear a Coricancha, templos e palácios mais importantes de Cusco, Francisco Pizarro coroou Manco Inca como Sapa Inca.

## Sob a vassalagem espanhola

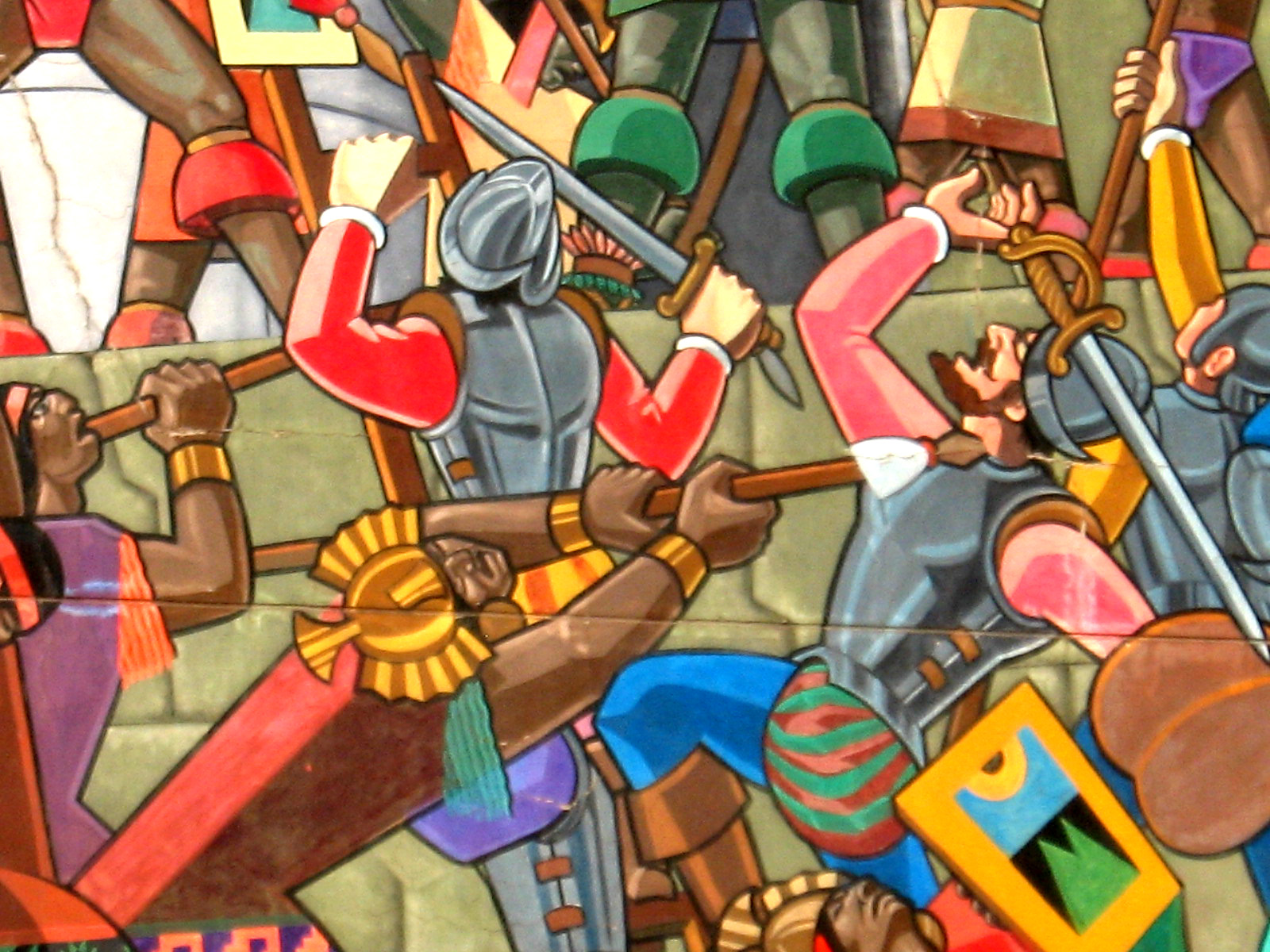
Tropas do general atahualpista Quizquiz enfrentam o exército combinado de Manco Inca e Pizarro. Mural de Juan Bravo em Cusco.

Uma vez nomeado, Pizarro pediu a Manco Inca que organizasse um exército para combater as tropas do general Quizquiz estacionadas em Cusco. Pizarro afirmou que iria apoiá-lo com cavalos e soldados espanhóis. Espiões informaram a Manco Inca sobre as intenções das tropas de Quizquiz atacarem Jauja, e este enviou seu exército, sob o comando de seu irmão Paullu Inca. Após a batalha, Quizquiz e seus guerreiros foram forçados a retirar-se para Tarma. Em Tarma também foram expulsos pois seus habitantes eram huascaristas. Finalmente, Quizquiz foi assassinado por um nobre simpatizante dos espanhóis. Finalizada a guerra contra aqueles que eliminaram a sua panaca esperava-se que existisse harmonia entre os incas e os espanhóis, a realidade foi diferente. O novo monarca logo percebeu o grande erro de confiar nos hispânicos por uma série de razões:

1- Mesmo estando no palácio de seus ancestrais, Manco Inca não poderia reinar.

2- Manco Inca não poderia receber seus súditos sem ser vigiados.

3- Manco Inca não podia circular livremente em Cusco.

4- Manco Inca começou a perceber os abusos cometidos pelos espanhóis contra mulheres nobres, do povo e virgens do sol.

5- Zombavam de Manco Inca com piadas muito pesadas.

6- Manco Inca foi, desde o início, um refém dos conquistadores, chegando a ser aprisionado duas vezes.

Por essas e outras razões Manco Inca procurou se livrar da influência espanhola. No entanto os seus planos foram descobertos e foi feito prisioneiro em meados de 1535.

## Fuga de Cusco e proclamação em Calca
Enquanto Manco Inca ainda estava na prisão, Hernando Pizarro chegou a Cusco e o libertou em fevereiro de 1536, com a condição de não poder sair de Cusco. Manco Inca escondeu sua raiva, se mostrou resignado e ofereceu ao espanhol vários objetos feitos de ouro. Percebendo a ganancia de Hernando se ofereceu para buscar uma estátua de Huayna Capac inteiramente de ouro incluindo as tripas. Hernando acreditou nas intensões de Manco Inca e em 18 de abril de 1536 Manco Inca deixou Cusco acompanhado pelo sumo sacerdote Vila Oma, e nunca mais retornou. Seu primeiro refúgio foi em Calca, onde convocou seus generais e chefes leais e lançou a seguinte proclamação: "Estou determinado a não a deixar vivo nenhum cristão em toda nossa terra e para isso quero sitiar Cusco; quem de vocês quiser me servir, façam isto, coloquem suas vidas nesta tarefa; bebam comigo neste desafio e não em outro". Seus generais foram bebendo a taça de chicha um a um em sinal de aprovação e entrega à causa da reconquista, e o exército foi se constituindo em todo o império. E também o fizeram várias outras pessoas de outros povos que reconheceram as virtudes do Estado inca em seu favor, e até mesmo espanhóis. Manco Inca nomeou como chefe do seu exército Vilaoma (Villac Uma) e como mestre de campo Paucar Huaman.

## Cerco de Cusco
Hernando Pizarro, depois de perceber seu erro, liderou uma expedição contra o exército de Manco Inca, que estava reunido no vizinho Vale de Yucay. Este ataque foi um fracasso porque os espanhóis subestimaram o tamanho do exército de Manco Inca. Manco não atacou Cusco diretamente, mas esperou até que conseguisse reunir todo o seu exército estimado entre 100 000 e 200 000 soldados. O que conseguiu fazê-lo em 3 de maio de 1536, de acordo com a cronologia estabelecida pelo historiador José Antonio del Busto, começou o cerco de Cusco contra as tropas espanholas compostas de 190 espanhóis (80 deles a cavalo) e um alguns milhares de guerreiros autóctones.
Manco Inca dividiu seu exército em quatro corpos: as tropas do Chinchaysuyo foram conduzidos pelos generais Coyllas, Osca, Curi Atao e Taype; as tropas do Collasuyo, as mais numerosas, foram lideradas pelo general Lliclli; as do Contisuyo, pelos generais Sarandaman, Huaman Quilcana e Curi Huallpa; e as do Antisuyo, constituídas principalmente por arqueiros e zarabataneiros,eram comandadas pelos generais Rampa Yupanqui e Anta Allca.
O exército Inca lançou uma ataque em grande escala contra a praça principal da cidade, conquistando grande parte desta. As tropas lideradas pelos irmãos Pizarro conseguiram fortificar dois grandes edifícios próximos a praça central, onde puderam resistir aos ataques das tropas de Manco Inca. Depois de vários dias de combates, as tropas de Manco Inca conquistaram a fortaleza de Sacsayhuaman que dominava a cidade, o que colocou em sérias dificuldades os defensores espanhóis. Nas no dia seguinte os pizaristas conseguiram reconquistá-la.
Com a chegada das tropas de Almagro do Chile, Manco Inca recuou até Ollantaytambo para de lá seguir para Vilcabamba. Convocado pelos antis, foi até a região dos Chachapoya, onde em Ongoy derrotou um exército espanhol que tentou surpreendê-lo, obtendo uma vitória esmagadora na qual apenas dois espanhóis sobreviveram. No entanto, teve que direcionar suas forças vitoriosas para a realização de uma nova frente: Huancas.

## Campanha de Huancas
Manco Inca estava desgostoso com os habitantes de Huancas por estes terem se aliado aos espanhóis, e enviou expedições punitivas que foram derrotadas pela coalizão huancas-espanhóis. Então o próprio Manco Inca passou a liderar suas tropas em direção a Jauja combatendo todas as forças que encontravam pela frente, em Jauja ocorreu uma grande batalha. Depois de dois dias de combates, o exército Inca derrota o inimigo matando 50 espanhóis e milhares de aliados huancas. Após essas ações de punição no Vale do Mantaro, Manco Inca regressa ao sul, tomando o ídolo huanca chamado Varihuillca e jogando-o no rio Mantaro, cumprindo assim sua vingança.
Após concluída a campanha huanca, Manco Inca ruma para Pillcosuni, no caminho em Yeñupay derrota uma expedição espanhola. Em 06 de abril de 1538, depois de terminada a batalha de Salinas (em que as tropas de Hernando e Gonzalo Pizarro derrotaram as de Almagro pelo controle de Cusco) Manco Inca volta a Vilcabamba, colocando espiões e vigias nas estradas que levam à região, fica sabendo que estão organizando uma grande expedição para sua captura a mando de Gonzalo Pizarro e de seus irmãos traidores, Paullu, Inguill e Huaspar. Manco Inca para melhor se defender se atocaiou numa pequena fortaleza de pedra a margem do rio.
A luta foi tão tenaz quanto árdua e prolongou-se por 10 dias. Durante a luta foram presos os irmão do monarca Inguill e Huaspar e apesar das súplicas de sua esposa-irmã Coya Curi Ocllo os decapitou, dizendo: "é mais justo eu cortar suas cabeças do que eles levarem a minha".
Após Inguill e Huaspar serem executados, os espanhóis conseguem capturar a fortaleza. Cercado pelo inimigo, Manco Inca saltou para o rio e nadou até a margem oposta, mas ao final da batalha Coya Curi Ocllo e o general Cusi Rimanchi foram capturados.
Os vencedores partiram imediatamente para Cusco e, enquanto descansavam em Pampacona, alguns queriam estuprar a Coya mas esta se defendeu cobrindo-se com excrementos, evitando assim que o abuso fosse consumado. Chegando na aldeia de Tambo, os espanhóis resolveram matá-la com disparos de flechas. Nesta ocasião também foram queimados vivos o herói Villac Umu, os generais Tisoc, Taipi, Tangui, Huallpa, Urca Huaranga e Atoc Supi; dias depois, em Yucay, os espanhóis queimaram Ozcoc e Atao Curi, líderes da rebelião em maio de 1539.

## Últimos eventos
Quando Manco Inca conseguiu retornar a Vilcabamba, mandou trazer de Cusco seu filho Titu Cusi e a mãe deste, foi recebe-los em Victos em 1541. Enquanto estava em Victos apareceram sete almagristas sobreviventes da Batalha de Salinas, que pediram para que suas vidas fossem protegidas. Manco Inca aceitou tomá-los como vassalos para aprender o estilo de guerra dos espanhóis. Logo os espanhóis tornaram-se amigos do monarca, ensinando-o e à Corte seus conhecimentos sobre equitação e ensinando jogos como boliche e ferradura.
No início de 1545 (alguns dizem que foi no final de 1544), Alonso de Toro, vice-governador de Cuzco ofereceu uma anistia para os almagristas. Disse-lhes que se matassem Manco Inca seriam perdoados, e aceitaram; assim um dia nos primeiros meses de 1545, em Vilcabamba, os sete almagristas assassinaram Manco Inca na frente de seu filho, Titu Cusi, que anos mais tarde se tornou cronista, e narrou assim a morte de seu pai:
Estávamos um dia jogando ferradura, meu pai, eles e eu, que naquela época era um menino, meu pai sem pensar qualquer coisa ou em ter dado crédito a índia que vivia com um deles, chamada Bauba, que lhe dissera muitos dias antes que os espanhóis queriam matá-lo. Sem qualquer suspeita desta ou de outra coisa meu pai se divertia com eles como antes; e neste jogo, como já disse, o meu pai se preparava para jogar a ferradura avançaram em cima dele com punhais, facas e espadas; e meu pai foi ficando muito ferido, tentando se defender; mas ele estava sozinho lutando contra sete, e meu pai não tinha nenhuma arma, até que finalmente acabou caindo com muitas feridas e o deixaram para morrer. Mas apareceram alguns aldeões e o capitão Rimachi Yupangui, que os pegaram antes que pudessem fugir, derrubando-os de seus cavalos, e trazendo-os à força para o sacrifício. Todos eles tiveram mortes muito cruéis.— Titu Cusi
Os espanhóis saíram pela porta celebrando a morte de seu ex-protetor e amigo, mas foram descobertos pelo capitão Rimachi Yupanqui, que com alguns antis conseguiram derrubá-los de seus cavalos e os arrastaram para a aldeia onde ciente do acontecido, deu aqueles morte cruel, queimando a culpa. Os chefes das sete espanhóis que mataram Manco Inca foram exibidos nas praças e ruas de Vitcos e Vilcabamba. 
Manco Inca sobreviveu alguns dias em agonia e entre as últimas conversas que teve com seu filho sua principal mensagem foi:

Não se deixe enganar por palavras doces, são todas mentiras, se você acreditar eles te enganarão como fizeram comigo
Manco Inca foi sucedido por seu segundo filho, Sayri Túpac, que renunciou e deixou o trono para seu irmão mais velho (filho mais velho de Manco Inca) chamado Titu Cusi e quando ele morreu, deixou o trono a seu irmão chamado Tupac Amaru I. Foram os quatro Incas de Vilcabamba que pertenciam a família de Manco Inca.